# Валтер Курт Тило фон Брокдорф
Валтер Курт Тило фон Брокдорф (на немски: Walter Kurt Thilo Graf von Brockdorff; * 13 юли 1887, Перлеберг; † 9 май 1943, Берлин) е граф от род фон Брокдорф.

## Произход
Той е вторият син син на граф Ернст Фридрих Карл фон Брокдорф (1854 – 1931) и Елизабет фон Ягов (1861 – 1953), дъщеря на пруския политик и юрист Юлиус фон Ягов (1825 – 1897) и Текла Мария фон Виламовиц-Мьолендорф. Дядо му граф Конрад Фридрих Готлиб фон Брокдорф-Алефелд (1823 – 1909) е осиновен през 1837 г. от граф Конрад Кристоф фон Алефелд (1768 – 1853) и веднага се нарича фон Брокдорф-Алефелд.
Брат е на Конрад фон Брокдорф-Алефелд (1886 – 1959) и на Кай Лоренц фон Брокдорф (1894 – 1915).

## Фамилия
Валтер Курт Тило фон Брокдорф се жени за Мария фон дер Остен (* 20 октомври 1891, Пенкум, Померания; † 23 октомври 1962). Те имат имат двама сина и една дъщеря:
- Кай Лоренц Фридрих Вилхелм Ернст фон Брокдорф (* 2 май 1924)
- Ханс Хенинг фон Брокдорф (* 23 септември 1926)
- Ирена Хенриета Мария Елизабет фон Брокдорф (* 23 февруари 1933)